# 1.1"/75
La mitragliera 1.1"/75 era un'arma antiaerea dal calibro di 28 millimetri (1,1 pollici) e dalla lunghezza di 75 calibri, utilizzata su un gran numero di unità della marina militare statunitense generalmente in impianti quadrupli.
Nel corso della seconda guerra mondiale questi impianti vennero progressivamente sostituiti dai cannoni Bofors da 40mm, ma rimasero in servizio su un gran numero di unità.